# David Muntaner
David Muntener (Palma de Mallorca, 12 juli 1983) is een Spaans wielrenner.

## Carrière
Tussen 2014 en 2015 kwam hij op de weg uit voor het Poolse ActiveJet Team. Hij verdedigde zijn land tweemaal op de Olympische Zomerspelen. In 2012 eindigde hij als onderdeel van het viertal: Pablo Bernal, Sebastián Mora en Albert Torres als zesde op de ploegenachtervolging.
Samen met Torres behoorde Muntaner ook wereldtop in de koppelkoers. Ze werden eenmaal wereldkampioen, eenmaal vicekampioen op de EK en WK, en namen deel aan verschillende Zesdaagsen.

## Overwinningen

### Baanwielrennen
| Jaar     | NK                                                                               | EK                | WK                                                        | Overig                                                                                            |
| Beloften | Beloften                                                                         | Beloften          | Beloften                                                  | Beloften                                                                                          |
| -------- | -------------------------------------------------------------------------------- | ----------------- | --------------------------------------------------------- | ------------------------------------------------------------------------------------------------- |
| 2005     |                                                                                  | 10e achtervolging |                                                           |                                                                                                   |
| Elite    |                                                                                  |                   |                                                           |                                                                                                   |
| 2003     | scratch                                                                          |                   |                                                           |                                                                                                   |
| 2004     | achtervolging                                                                    |                   |                                                           |                                                                                                   |
| 2005     |                                                                                  |                   |                                                           |                                                                                                   |
| 2006     | achtervolging · koppelkoers                                                      |                   |                                                           |                                                                                                   |
| 2007     | achtervolging · koppelkoers                                                      |                   | 9e ploegenachtervolging                                   |                                                                                                   |
| 2008     |                                                                                  |                   | 7e ploegenachtervolging                                   | Olympische Spelen: · 7e ploegenachtervolging · WB Melbourne: · koppelkoers · ploegenachtervolging |
| 2009     | achtervolging · scratch · puntenkoers · koppelkoers                              |                   | 5e ploegenachtervolging 13e koppelkoers                   |                                                                                                   |
| 2010     | koppelkoers · omnium · achtervolging · 4e tijdrit                                |                   | 8e omnium 8e ploegenachtervolging                         |                                                                                                   |
| 2011     | (ploegen)achtervolging · puntenkoers · koppelkoers · scratch                     | 6e koppelkoers    | 5e koppelkoers 5e ploegenachtervolging                    |                                                                                                   |
| 2012     | (ploegen)achtervolging · koppelkoers · scratch                                   |                   |                                                           | Olympische Spelen: 6e ploegenachtervolging                                                        |
| 2013     | ploegenachtervolging · puntenkoers · koppelkoers · 5e scratch                    | koppelkoers       | koppelkoers                                               | WB Aguascalientes: · koppelkoers                                                                  |
| 2014     |                                                                                  | 5e koppelkoers    | koppelkoers · 5e ploegenachtervolging · 10e achtervolging |                                                                                                   |
| 2015     | ploegenachtervolging · scratch · koppelkoers · 7e achtervolging · 7e puntenkoers |                   | 4e koppelkoers                                            | Berlijn: · eindklassement · Rotterdam: · eindklassement                                           |

## Ploegen
- 2014 –  ActiveJet Team
- 2015 –  ActiveJet Team

Bernas · Bodnar · Brylowski · Dąbkowski · Ezquerra · Franczak · González · Gradek · Mickiewicz · Muntaner · Owsian · Podlaski